# Strzelanina w Fort Hood
Strzelanina w Fort Hood – strzelanina, która miała miejsce w bazie Fort Hood 5 listopada 2009.

## Masakra
5 listopada 2009 w bazie wojskowej w Teksasie major Nidal Malik Hasan, psychiatra służący w United States Army, zastrzelił 13 osób, a 29 ranił.  Sprawca strzelaniny został postrzelony, a następnie aresztowany przez Policję Cywilną Departamentu Armii. Motywem zamachu były relacje Hasana z liderem Al-Ka'idy Półwyspu Arabskiego, Anwarem al-Awlakim.
Prezydent Barack Obama ogłosił 5-dniową żałobę narodową. Sprawca strzelaniny został oskarżony o 13 morderstw i próby morderstwa. 28 sierpnia 2013 roku został skazany na śmierć.

## Spis ofiar śmiertelnych
- Michael Grant Cahil, lat 62
- MAJ Libardo Eduardo Caraveo, lat 52
- SSG Justin Michael DeCrow, lat 32
- CPT John P. Gaffaney, lat 56
- SPC Frederick Greene, lat 29
- SPC Jason Dean Hunt, lat 22
- SSG Amy Sue Krueger, lat 29
- PFC Aaron Thomas Nemelka, lat 19
- PFC Michael S. Pearson, lat 22
- CPT Russell Gilbert Seager, lat 51
- PFC Francheska Veles, lat 21 (wraz z jej nienarodzonym dzieckiem)[5]
- LTC Juanita L. Warman, lat 55
- PFC Kham Xiong lat, 23

## Galeria

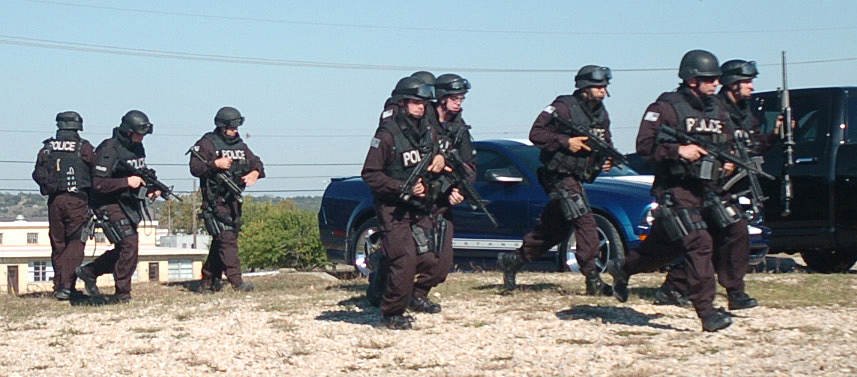
Oddział SWAT podczas strzelaniny
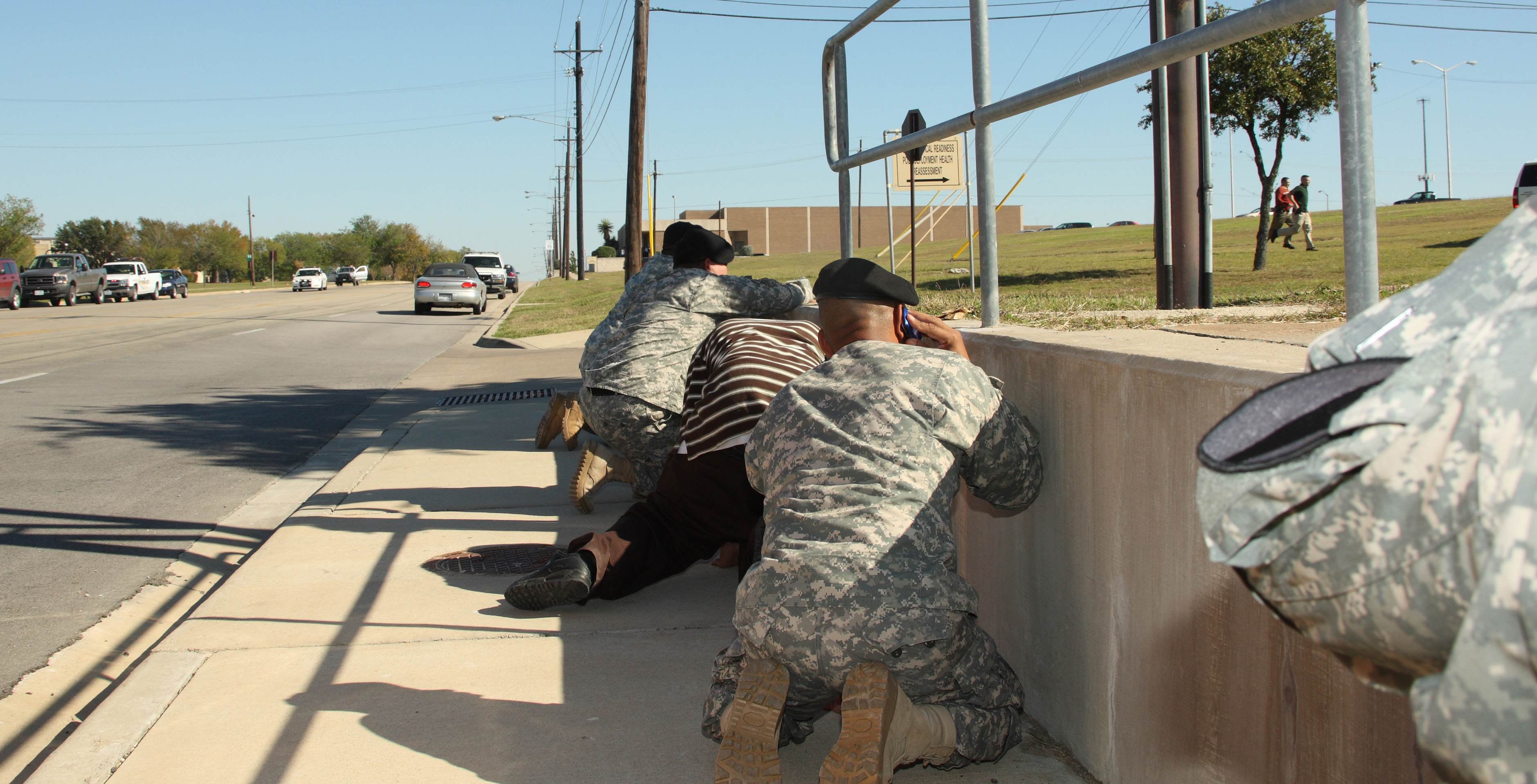
Świadkowie chowający się za osłoną podczas strzelaniny
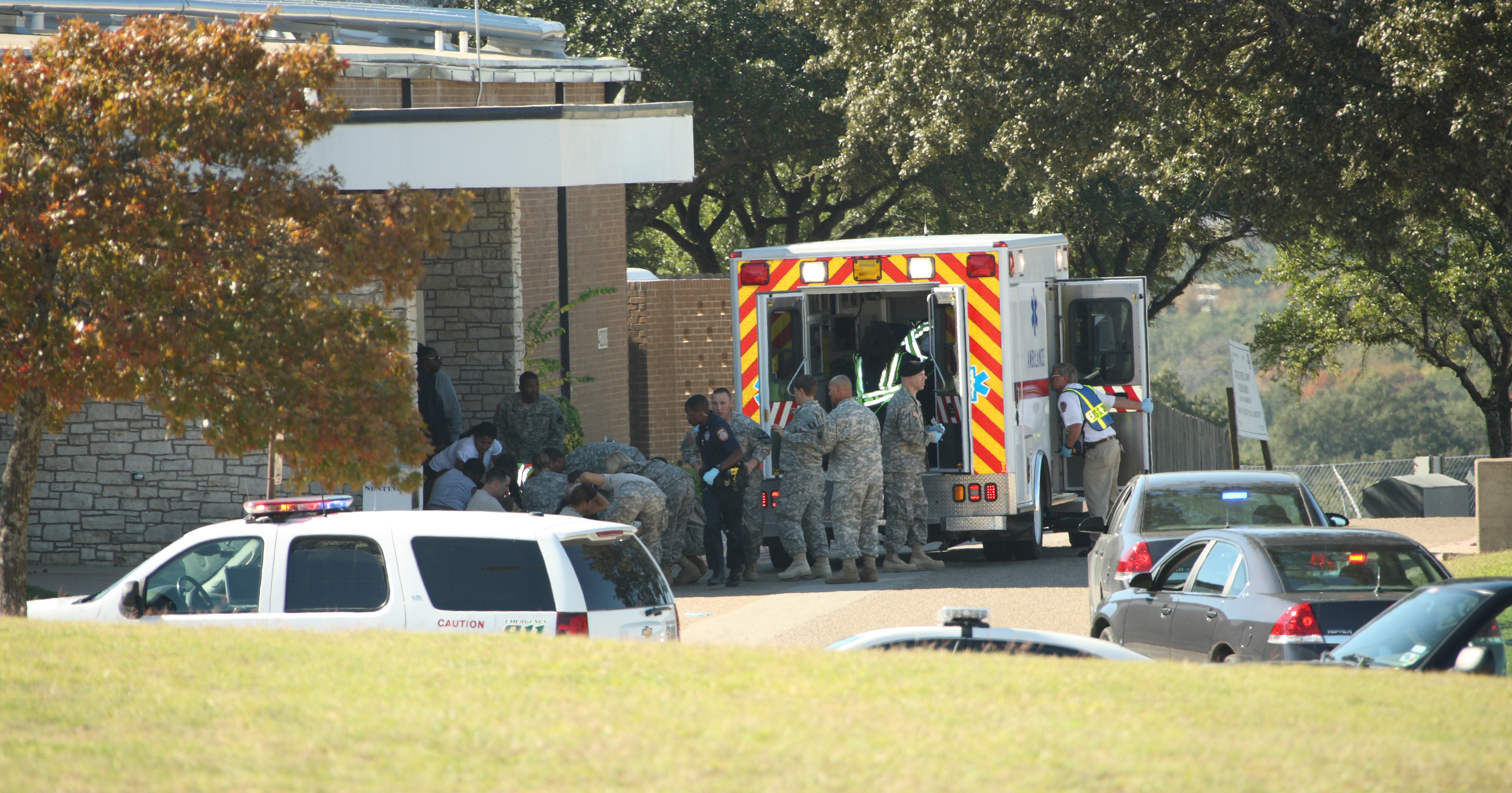
Ewakuacja rannych po strzelaninie
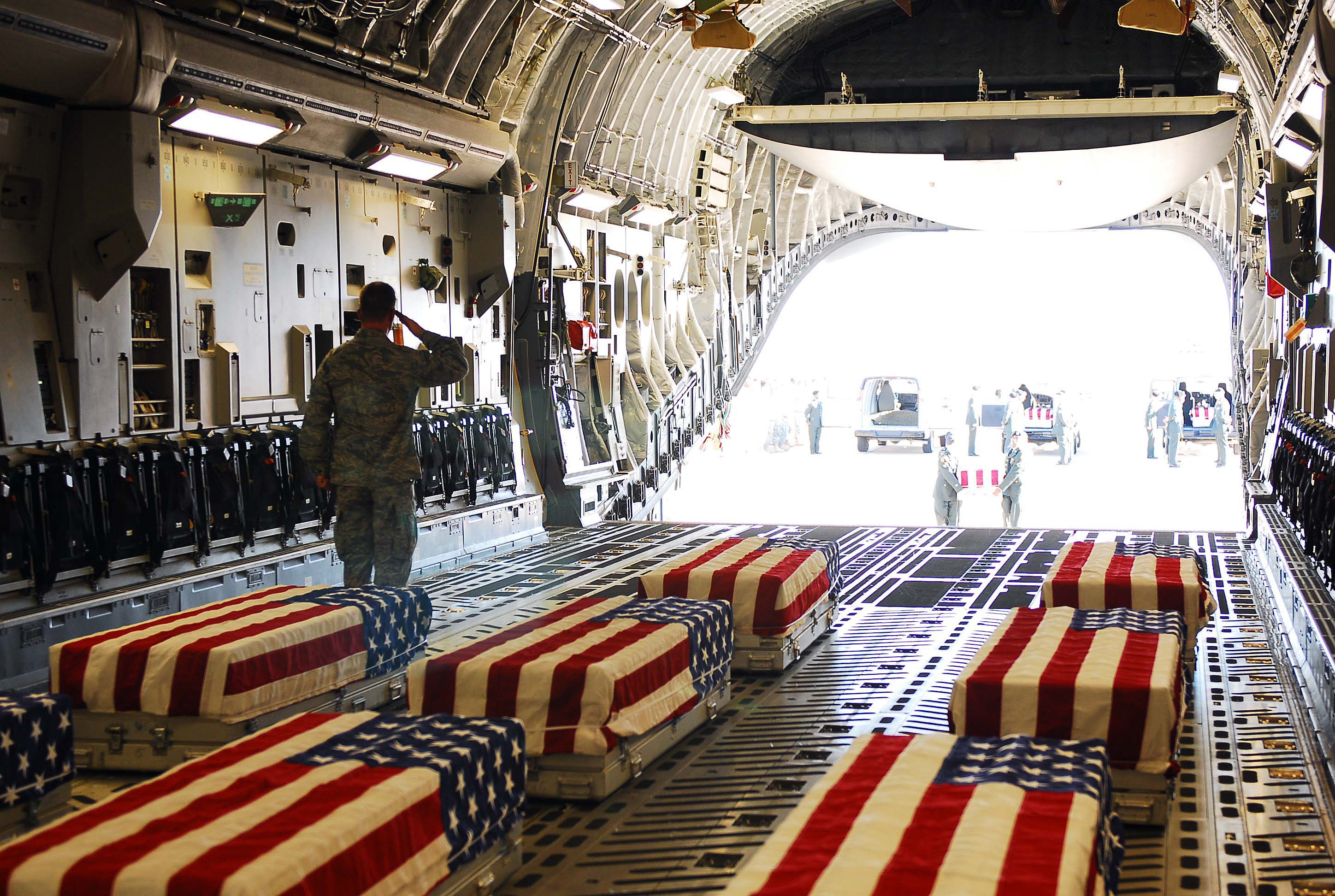
Załadunek trumien z ciałami ofiar